# جرترود إليون
جرترود إليون (بالإنجليزية: Gertrude B. Elion)‏ (و. 1918 – 1999 م) هي أحيائية، وكيميائية، وعالمة كيمياء حيوية، وعالمة صيدلية، وصيدلانية، وطبيبة، وبروفيسورة أمريكية، ولدت في نيويورك، وكانت عضوةً في الجمعية الملكية (منذ 1994)، والأكاديمية الوطنية للعلوم (منذ 1989)، والأكاديمية الوطنية للطب، والأكاديمية الأمريكية للفنون والعلوم، والجمعية الأميركية لتقدم العلوم، توفيت في تشابل هيل، كارولاينا الشمالية، عن عمر يناهز 81 عاماً.

## النشأة والتعليم
ولدت إليون في مدينة نيويورك لأبوين مهاجرين، وتخرجت في كلية هنتر سنة 1937، ثم حصلت على درجة الماجستير من جامعة نيويورك سنة 1941، ولكنها عجزت عن مواصلة دراساتها العليا لأسباب تتعلق بالتمييز ضد المرأة، فعملت مساعدة في مختبر ومعلمة في مدرسة ثانوية، ثم انتقلت للعمل مساعدة لجورج هتشنغز في شركة بوروز ويلكام للأدوية (غلاكسو سميثكلاين حالياً). لم تحصل إليون على درجة الدكتوراه حتى وفاتها، ولكنها منحت دكتوراه فخرية من معهد البوليتكنيك بنيويورك سنة 1989، ودرجة الدكتوراه الفخرية في العلوم من جامعة هارفارد سنة 1998.

## الحياة العملية والأبحاث
من اختراعات إليون :
- 6-ميركابتوبورين (mercaptopurine)، أول علاج لسرطان الدم ويستخدم في زراعة الأعضاء.[17]
- الآزويثوبرين (Imuran)، أول علاج مثبط للمناعة، ويستخدم لزراعة الأعضاء.
- الوبيورينول (Allopurinol)، لمرض النقرس.
- بيريمثيامين (Daraprim)، لمكافحة الملاريا.
- ميثوبريم (Septra)، مضاد حيوي يستخدم لعلاج التهاب السحايا، وتسمم الدم والالتهابات البكتيرية في المسالك البولية والجهاز التنفسي.
- الأسيكلوفير (Acyclovir)، لهربس الفيروسية.
- نيلارابين (Nelarabine) لعلاج السرطان.

## روابط خارجية
- جرترود إليون على موقع الموسوعة البريطانية (الإنجليزية)
- جرترود إليون على موقع مونزينجر (الألمانية)
- جرترود إليون على موقع إن إن دي بي (الإنجليزية)